# Deep Cuts, Volume 2 (1977–1982)
A Deep Cuts, Volume 2 (1977–1982) a brit Queen rockegyüttes válogatásalbuma, melyet 2011. június 27-én adott ki az Island Records. Az album 14 olyan dalt tartalmaz az együttes 1977 és 1982 között megjelent öt stúdióalbumáról, amelyek nem a legnagyobb slágerei a Queennek.

## Az album dalai
1. Mustapha
2. Sheer Heart Attack
3. Spread Your Wings
4. Sleeping on the Sidewalk
5. It's Late
6. Rock It (Prime Jive)
7. Dead on Time
8. Sail Away Sweet Sister
9. Dragon Attack
10. Action This Day
11. Put Out the Fire
12. Staying Power
13. Jealousy
14. Battle Theme